# Franz Erhard Walther

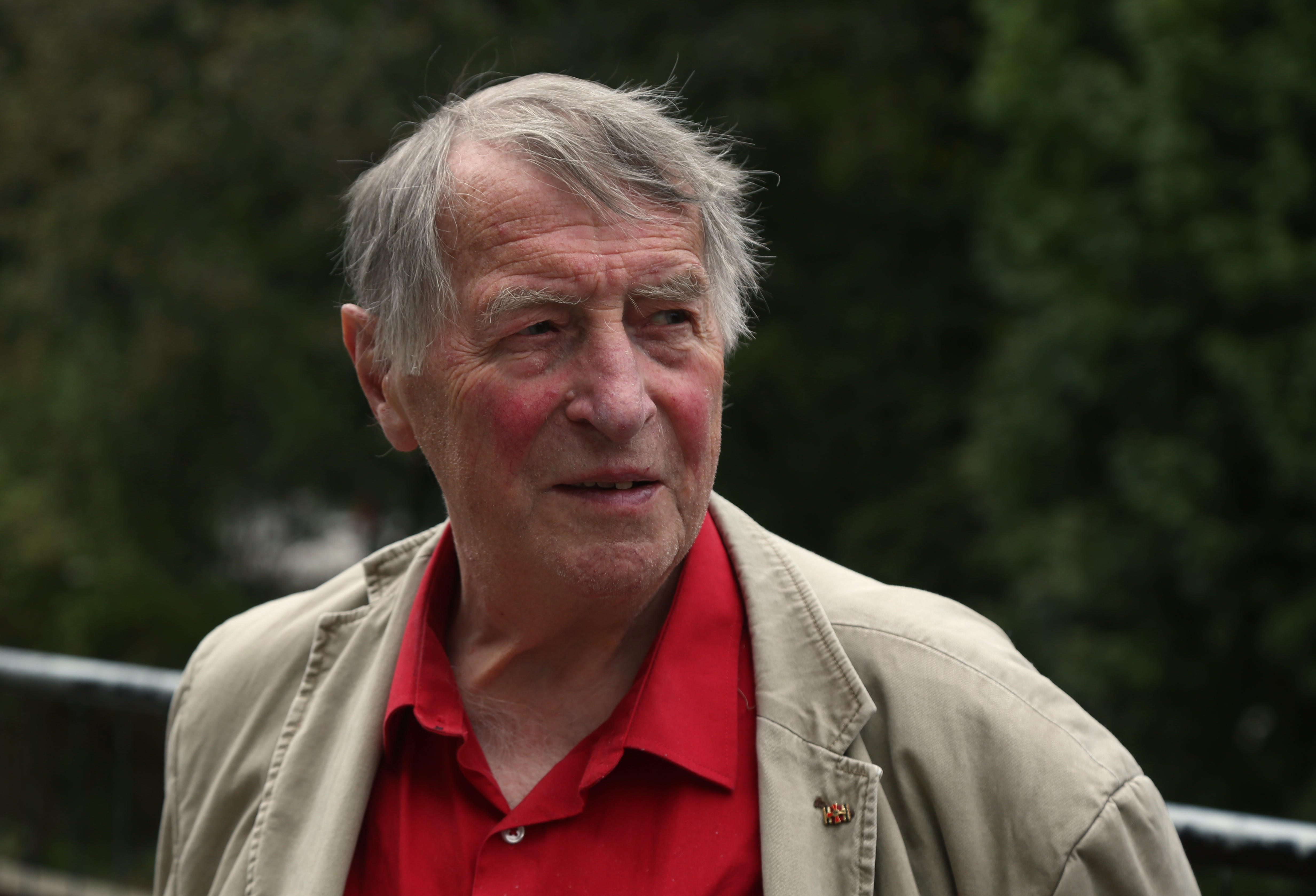
Franz Erhard Walther, 2023

Franz Erhard Walther (* 22. Juli 1939 in Fulda) ist ein deutscher Künstler (Bildhauer, Konzept-, Installations- und Prozesskünstler).

## Leben
Neben einem Modellierkurs im elterlichen (Bäckerei-)Betrieb (1954–1956) besuchte Walther 1955 Abendkurse im Zeichnen bei Rudolf Kubesch in Fulda. 1956 scheiterte eine Aufnahme an der Werkkunstschule Offenbach wegen nicht erreichtem Mindestalter. Nach Studienbeginn im folgenden Jahr schrieb sich Walther als Mitglied des Jungen Kunstkreises (u. a. mit Verena Pfisterer, Robert Sturm, Johannes Kirsch) unter Karlfried Staubach ein. Walther studierte von 1957 bis 1959 an der Werkkunstschule in Offenbach am Main (heute Hochschule für Gestaltung Offenbach) und von 1959 bis 1961 an der Hochschule für Bildende Künste in Frankfurt. Darauf folgte von 1962 bis 1964 ein Studienabschnitt bei Karl Otto Götz an der Kunstakademie Düsseldorf u. a. zusammen mit Gerhard Richter und Sigmar Polke.
1964 heirateten Franz Erhard und Johanna Walther, die gelernte Bekleidungstechnikerin ist. „Seit März 1963 fertigt sie in enger Zusammenarbeit mit Franz Erhard Walther dessen genähte Werke und ist ein zentraler Bestandteil der Werkgeschichte.“
Walther lebte von 1967 bis 1971 in New York und stellte dort 1969 u. a. mit Dan Flavin im Museum of Modern Art erstmals den berühmten 1. Werksatz aus. Ein (von Duchamp initiiertes) geplantes Treffen mit Marcel Duchamp in New York scheiterte an dessen Tod am 2. Oktober 1968.
1971 wurde Walther mit 32 Jahren als Professor an die Hochschule für bildende Künste Hamburg berufen, wo er bis 2005 tätig war. Zu seinen Schülern gehörten u. a. Almut Linde, John Bock, Rebecca Horn, Santiago Sierra, Christian Jankowski, Lili Fischer, Martin Kippenberger und Jonathan Meese.
Der Künstler lebt und arbeitet nach seiner Emeritierung in Fulda. Seit einigen Jahren erfährt Walthers Werk eine zunehmende internationale Anerkennung. Er gilt mit seiner partizipativen Kunst als eine der Schlüsselfiguren der Gegenwartskunst seit den 1960er Jahren. Auf der Biennale di Venezia 2017 wurde er mit dem Goldenen Löwen als bester Künstler ausgezeichnet.

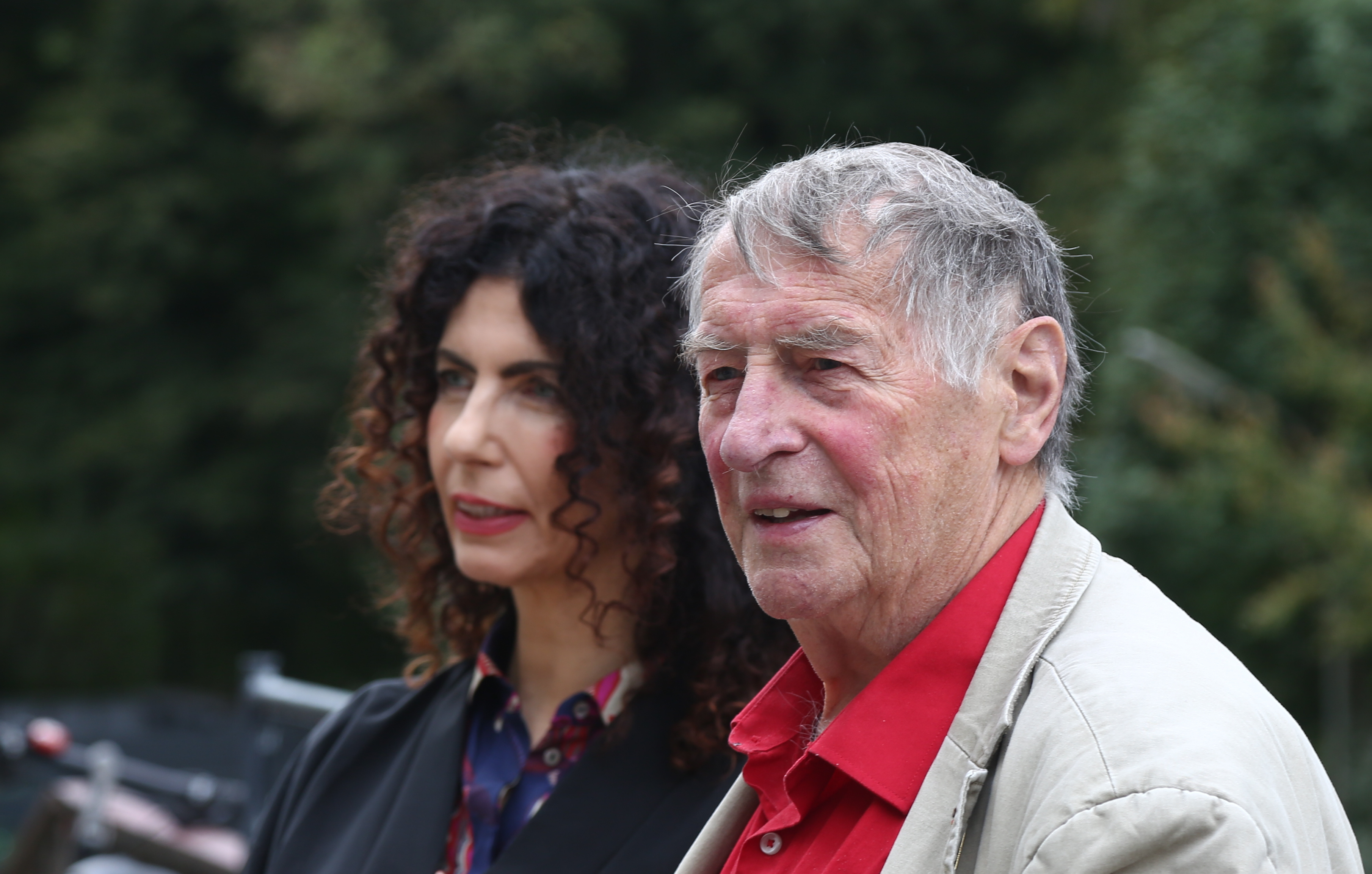
Franz Erhard Walter mit Ehefrau Susanne Walther, 2023

2008 gründete Walther die Franz Erhard Walther Foundation, die seitdem die Sammlung seiner Werke verwaltet. 2023 eröffneten die Stiftung und die Stadt Fulda die „Villa“ als Ausstellungs- und Veranstaltungsraum, in der auch die „Sammlung Seng“ angesiedelt ist, die frühzeitig eine Auswahl an Werken Walthers angekauft und damit bewahrt hat. Vorsitzende des Stiftungsvorstands ist Walthers Frau Susanne Walther.

## Werk
Walther schuf in den Jahren von 1963 bis 1969 den 1. Werksatz: Es handelt sich dabei um 58 Objekte aus Baumwollstoffen, Schaumstoff, Holz und verschiedenen anderen Materialien, die die Betrachter „benutzen“ sollten, indem sie sie z. B. interaktiv auffalteten und sich überstülpten, hineinlegten oder geometrische Formen bilden konnten. Dieser Werksatz kam über die Sammlung Ströher in den Besitz des Museums für Moderne Kunst in Frankfurt am Main. In den Jahren 1971/1972 folgte der „2. Werksatz“ aus sogenannten Stand- und Schreitbahnen aus Stoff.
In den Jahren 1970/1971 und 1993/1994 entstand seine „Raumform für Fulda“ in seiner Heimatstadt. An fünf Orten wurden Stahlplatten mit Inschrift verlegt und nach sechs Richtungen ausgerichtet. „Der auf der Schriftplatte stehende Mensch macht diese zum Sockel mit dem Standort, dem gegebenen Begriff, dem Zeitpunkt und der Zeitdauer der Wegstrecke zwischen den Schriftplatten ist Teil des Werks“. Die Schrift-Platten wurden in Boden oder Rasenflächen verlegt im Bereich des Stadtschlosses Fulda, dem Domplatz, an der Michaels-Kirche, am Paulus-Tor und Kloster Frauenberg.
In den Jahren 1973 bis 1978 konzipierte der Künstler die „Schreit- und Standstücke“ zunächst aus Stahl für Außenräume, dann aus Holz und Stoff für Innenräume. In den 90er Jahren entstand „das neue Alphabet“, der 3. Werksatz: dabei handelte es sich um 26 auf den Buchstaben bezogene „Körperskulpturen“. Die bis heute letzte große Werkgruppe sind die „Handlungsbahnen“ (1997–2003): 55 mehrteilige Skulpturen, die jeweils aus unterschiedlich langen Bodenbahnen aus Baumwollstoff und verschiedenen handlungsbezogenen Elementen bestehen.

„Diese Vorstellung hat mich ein Leben lang fasziniert: dass zu einem Werk Handlung kommen könnte. Mit der Konsequenz, dass die Handlung selbst Werkcharakter bekommt.“

## Rezeption
Im Zusammenhang mit diesem Werk wird Walther der Prozesskunst zugerechnet, die neben Happening und Fluxus vielfach als Gegenposition zum Minimalismus verstanden wird. In vom Künstler geplanten Prozessen und mit von ihm vorgegebenen Materialien soll der Betrachter aktiviert werden für die Auseinandersetzung mit dem künstlerischen Angebot und für eine neue Erfahrung. Walther wendete sich damit auch gegen ein überkommenes Kunstverständnis, das „fertige“ Werke dauerhaft in Museen präsentiert, und formulierte als erster Künstler die Vorstellung einer immateriellen Kunst („Handlung als Werkform“).
Im Zentrum seiner Arbeit steht bis in die Gegenwart (2005) der Umgang mit textilen Materialien. Demonstrierte Walther in den 1960ern vor kunstinteressiertem Publikum prozesshafte „Erfahrung“ mit Material anhand von ihm angelegter Werksätze, entstehen seit Ende der 1970er Installationen, die zwar unverkennbar einen eigenen ästhetischen Charakter besitzen, die aber gleichzeitig die Beziehung der Betrachter zum Kunstwerk verändern sollen. Ein Beispiel hierfür sind die von ihm in der Hamburger Innenstadt installierten quadratischen Stahlplatten, die „Sieben Orte für Hamburg“ (1989). Sie sind an verschiedenen Standorten in Beton eingelassen. An den Rändern der Platten sind sieben unterschiedliche Begriffe eingraviert. Betrachtern erschließt sich dieses Werk erst durch einen längeren Rundgang. Die Begriffe „ORT, RICHTUNG, KOERPER, INNEN AUSSEN, BEWEGUNG, RAUM und ZEIT“ laden zur individuellen Reflexion ein, so dass die Betrachtenden mit ihrem Denkprozess und Verhalten in das Kunstwerk einbezogen werden.
Im Jahre 2003 inszenierte Walther anlässlich seiner Ausstellung „Mit dem Körper formen“ im Kunstmuseum Bonn eine „Werkhandlung“. Er stellte Handlungen vor, die auf ausgestellten Zeichnungen dargestellt waren, und die Besucher wurden aufgefordert seine großformatigen Stoffobjekte anzufassen, sie überzuziehen bzw. sich auf sie betrachtend einzulassen.
Eine umfangreiche Retrospektive seines Werkes war 2020 im Münchner Haus der Kunst zu sehen.

## Auszeichnungen (Auswahl)
- 1985: Günter-Fruhtrunk-Preis, Akademieverein München
- 1994: Piepenbrock Preis für Skulptur
- 1996: Kulturpreis des Kreises Pinneberg
- 2011: Ernst-Franz-Vogelmann-Preis für zeitgenössische Skulptur, Heilbronn
- 2014: Kulturpreis der Stadt Fulda[7]
- 2016: Kunstpreis Aachen
- 2017: Goldener Löwe der 57. Kunstbiennale Venedig[8]
- 2021: Bundesverdienstkreuz 1. Klasse[9]

## Ausstellungen (Auswahl)
- 1969: Kunsthalle Bern, Harald Szeemann, Live in your head: When Attitudes become Form
- 1969: Museum of Modern Art, New York
- 1972: Kunsthalle Tübingen, Franz Erhard Walther, Arbeiten 1955–1969, erste Retrospektive des Künstlers
- 1972: documenta 5, Kassel in der Abteilung Individuelle Mythologien
- 1977: documenta 6, Kassel
- 1981: Nationalgalerie Berlin
- 1982: documenta 7, Kassel
- 1987: documenta 8, Kassel
- 1992: Kunsthalle Nürnberg
- 1998: Franz Erhard Walther – Gelenke im Raum – Werke 1963–1998. Deichtorhallen Hamburg
- 1999: Hessisches Landesmuseum, Darmstadt
- 2004: Kunsthalle Düsseldorf; Saarlandmuseum, Saarbrücken
- 2004/5: Busch-Reisinger Museum, Cambridge/Massachusetts
- 2010: Dia:Beacon, New York
- 2010/11: Gesang der Schreitsockel, Kunstmuseum Luzern, Luzern
- 2011: MARTa Herford, Herford
- 2011: Kunsthalle Vogelmann, Heilbronn
- 2013: Hamburger Kunsthalle, Hamburg
- 2013: Situation Kunst, Bochum
- 2014: Wiels – Zentrum für zeitgenössische Kunst, Brüssel[10]
- 2014: Franz Erhard Walther. Schreitsockel und Standstellen, Im Städelgarten V, Städelsches Kunstinstitut, Frankfurt am Main[11]
- 2017: Franz Erhard Walther. Un lugar para el cuerpo, Museo Reina Sofia, Palacio de Velázquez, Retiro-Park, Madrid
- 2017: Franz Erhard Walther. Handlung denken, Ludwig Forum für Internationale Kunst, Aachen[12]
- 2020: Franz Erhard Walther. Shifting Perspectives. Haus der Kunst, München, 6. März – 2. August 2020
- 2021: Franz Erhard Walther – Manifestationen. Grafische Entwürfe 1958–2021. Museum Morsbroich, Leverkusen
- 2022–: Franz Erhard Walther – Sammlung Seng. Villa Franz Erhard Walther, Fulda[13]
- 2023: Franz Erhard Walther – Werke aus der Kienzle Art Foundation. Kunst Museum Winterthur – Beim Stadthaus, 3. Juni – 3. Dezember 2023
- 2024: Franz Erhard Walther: Bilder im Kopf; Körper im Raum,[14] (22. März bis 28. Juli 2024), Kunst- und Ausstellungshalle der Bundesrepublik Deutschland, Bonn

## Publikationen (Auswahl)
- Wortwerke. Ritter Verlag, Klagenfurt 1987, ISBN 3-85415-044-X.
- ORGANON Schichten schichten. Ritter Verlag, Klagenfurt 1987.
- Denkraum Werkraum. Lindinger+Schmid, Regensburg 1993, ISBN 3-929970-02-3.
- Franz Erhard Walther. Gelenke im Raum. Ausstellungskatalog, Deichtorhallen, Hamburg 1998.
- Franz Erhard Walther – Die Bilder sind im Kopf. Städtische Museen Heilbronn, Wienand Verlag, Köln 2011, ISBN 978-3-936921-13-7.